# Johann Melchior Möller
Johann Melchior Möller (* 9. Dezember 1760 in Erfurt; † 17. März 1824 in Stotternheim) war ein deutscher evangelischer Geistlicher.

## Leben

### Familie
Johann Melchior Möller war der Sohn von Wilhelm Jacob Möller (* 18. Dezember 1732 in Erfurt; † 11. Mai 1764 ebenda), der Pfarrer an der evangelischen Thomasgemeinde in Erfurt und Professor der heiligen Sprachen am Ratsgymnasium in Erfurt war, und dessen Ehefrau Regine Sophie, Tochter des Arztes Dr. Johann Christoph Raßbach (1698–1757); er hatte noch eine Schwester:
- Magdalena Christiana Dorothea Möller (1763–1797), verheiratet mit Johann Sigismund Bessler (1756–1820), Pastor in Walschleben.

Johann Melchior Möller war seit dem 12. September 1786 in Erfurt in erster Ehe mit Maria Regina (* 17. März 1767; † 30. November 1787), einer Tochter von Georg Wilhelm Ritschl (1736–1804), Pfarrer in Erfurt, verheiratet. Gemeinsam hatten sie eine Tochter, bei deren Geburt seine Ehefrau verstarb:
- Christel Möller (* 30. November 1787; † unbekannt), verheiratet mit Carl Kuhn (* 1784; † unbekannt), Pächter des Brettinschen Gutes in Stotternheim.

In zweiter Ehe war er seit dem 9. November 1788 in Erfurt mit Friederike Beate Christiane (* 7. November 1760 in Saalfeld; † 14. Juni 1827 in Gröbitz), Tochter von Johann Friedrich Bernhardi, Generalsuperintendent in Saalfeld, verheiratet. Sie hatten fünf Kinder:
- Johann Friedrich Möller (* 13. November 1789 in Erfurt; † 20. April 1861), Generalsuperintendent der altpreußischen Kirchenprovinz Sachsen und Konsistorialrat in Magdeburg;
- Ernst Sigismund Gustav Möller (* 1793; † 1857), Gutsbesitzer in Buttendorf bei Fürth und verheiratet mit Christiane Louise Caroline (* 1801† 1861), Tochter von Heinrich Wilhelm Müller, Postsekretär in Erfurt;
- Karoline Möller (* 1795; † 17. Juni 1861), verheiratet mit Pfarrer Johann Friedrich Müller in Mühlberg;
- Heinrich Möller (14. Januar 1799 in Stotternheim; † 1886 in Bad Kösen), Superintendent in Lissen bei Osterfeld, verheiratet in erster Ehe mit Agnes (* 1802; † 1842), Tochter von Siegmund Gottlob Helmershausen († 1827), sächsisch-hildburghauserischer Medizinalrat und in 2. Ehe mit Johann Wahn (* 1815; † 1898);
- Henriette Möller (* 1803; † 1871).

### Werdegang

#### Ausbildung
Möller besuchte die städtische Volksschule der Barfüßer, weil das evangelische Ratsgymnasium Erfurt zur damaligen Zeit einen schlechten Ruf hatte und ihn nicht auf das spätere Studium vorbereiten konnte. Einem seiner Söhne schrieb er am 9. August 1817 über das Schulwesen dieser Zeit:

„... wenn auch diese Arbeit von der Art seyn sollte, daß die guten Körner in derselben durch die Spreu, das heißt, durch Gang und Einkleidung, denen die logische Schärfe und die rhetorische Kunst fehlt, verdeckt werden sollten; nun so lege ich diese Bogen zu den vielen, die euch, meinen Kindern, nach meinem Tode noch sagen werden, daß euer Vater zwar gut wollte, aber schlecht konnte, weil sein Zeitalter, das ihn vorbereiten und seinem regen Geiste die Entwickelung geben sollte, ihn jämmerlich verließ, und für seine Thränen und für seine großen Anstrengungen keinen Sinn und kein Gehör hatte.“

Von 1777 bis 1778 besuchte er die Universität Erfurt, machte dort jedoch die Erfahrung, dass die Lehrer, die zugleich Pfarrer waren, mehr mit ihrer seelsorgerischen Tätigkeit beschäftigt waren als mit der Vermittlung von akademischem Wissen. 1779 setzte er sein Theologie-Studium an der Universität Jena fort und hörte die Vorlesungen von Ernst Jakob Danovius, bei dem er auch wohnte und mit dem er freundschaftlich verbunden war.

#### Erfurt
Nach Beendigung des Studiums kehrte er nach Erfurt zurück und bestand die Kandidatenprüfung. Bereits 1778 hatte er am Karfreitag in Möbisburg bei Erfurt seine erste Predigt gehalten und in Jena nahm er an den Übungen des Predigerseminars teil, so dass er nach dem Bestehen der Kandidatenprüfung innerhalb von vier Jahren 160 Mal gebeten wurden auf die Kanzel zu steigen. Weil es üblich war, dass die Kandidaten auch ein Schulamt übernahmen, erhielt Johann Melchior Möller das Konrektorat bei den Augustinern. Im Juli 1784 wurde er von der Reglergemeinde in Erfurt mit 200 Stimmen gegen 12 zum Diakon gewählt und trat im August sein Amt an; zugleich war er Aufseher über die Mädchenschule und unterrichtete dort als Religionslehrer. 1787 reichte er beim Stadtrat eine Schrift ein, in der er auf den Mangel des städtischen Schulwesens, hinsichtlich der Lehrgegenstände, der Lehrbücher und der Disziplin hinwies; es dauerte allerdings mehr als zwanzig Jahre, bis diese Mängel abgeschafft wurden, obwohl der damalige Koadjutor und spätere Kurfürst und Erzbischof Karl Theodor von Dalberg 1789 diesem Bericht seine Aufmerksamkeit schenkte.

#### Schmira
Im August 1790 berief ihn die Landgemeinde Schmira bei Erfurt, die überwiegend aus Gärtnern und Landwirten bestand, zu ihrem Pfarrer. Dort gelang es ihm, mit Unterstützung des mit ihm befreundeten Amtmannes Peter Adolph Winkopp sowie des Regierungsdirektors Johann Arnold von Bellmont (1718–1803), des Grafen Karl Christian Ernst von Bentzel-Sternau und des Koadjutors Karl Theodor von Dalberg, einige Veränderungen in der Gemeinde vorzunehmen. So konnte er 1792 eine Baumschule anlegen lassen, in der die Jugend des Dorfes die Kunst des Pfropfens und der Okulation erlernte, wobei er persönlich die Arbeit des Gärtnerns, die Aufsicht und finanzielle Unterstützung dieser Einrichtung persönlich übernahm. Im gleichen Jahr gründete er eine wöchentliche Winter-Abendgesellschaft zur praktischen Ausbildung und Aufklärung der jungen, männlichen Dorfbewohner. Hierzu unterrichtete er in der Schule und las Frödings Volkskalender, Christian Gotthilf Salzmanns Krebsbüchlein, Rudolph Zacharias Becker Noth- und Hülfsbüchlein für Bauersleute, Rudolph Zacharias Beckers Der aufrichtige Kalendermann, ein gar kurioses und nützliches Buch, Heinrich Sanders Öconomische Naturgeschichte für den Teutschen Landmann, ging auf die Geschichte Erfurts ein, unterrichtete über Erdkunde, Baumzucht, Gesundheitspflege und Polizei. Im Laufe der Zeit wuchs die Anzahl der Teilnehmer auf 30 Personen an und am 21. November 1792 nahm auch Graf Bentzel-Sternau an einer Veranstaltung teil.

#### Erfurt
1793 wurde er als Diakon an die Michaeliskirche in Erfurt gerufen, das Amt trat er im Mai 1794 an. Im November 1794 erhielt er zusätzlich die Stelle eines Professors am evangelischen Ratsgymnasium, die ihm sein Schwiegervater als Adjunkt teilweise überließ. Zugleich war er mit der Vorbereitung der Schullehrerseminaristen beschäftigt und fand so die Gelegenheit, seine Vorstellungen für Verbesserungen der Schullandschaft an der Wurzel umzusetzen. In dieser Zeit verfasste er auch eine Anleitung für Kinder, mit Zahlen umzugehen, um sie auf das Kopfrechnen vorzubereiten.
1795 gab er im kaiserlich privilegierten Reichsanzeiger eine namenlose Anzeige auf, in der er Leidenden und Verirrten anbot, verschwiegenen Rat und Trost zu spenden, wenn diese sich an das Intelligenz-Comptoir Erfurt wenden würden.
1796 gab er die Schrift Ueber die Rettung der Meublen und des Hausgerathes bey entstandener Feuersbrunst heraus, in der er vorschlug, dass in Orten, in denen keine Löschanstalten vorhanden sind, freiwillige Mitglieder sich zu einer Gesellschaft verbinden, in der jedes Mitglied ein bestimmtes Möbelstück zur Verfügung stellen könnte, so dass im Brandfall schnell Ersatz geschaffen wäre. Hierfür erhielt er von der Sozietät der Wissenschaften in Göttingen einen Preis.
Durch seinen Aufenthalt in Erfurt kam er auch in näheren Kontakt mit dem Koadjutor von Dalberg, der ihn dabei unterstützte, als er sich um die Seelsorge und Sittenaufsicht des Zucht- und Polizeihauses kümmerte, das in der Pfarrei der Michaeliskirche lag; er war ein Anhänger von John Howard, der sich um die Reform des Strafvollzugs bemühte. Am 12. Mai 1797 wurde er als erster Religions- und Sittenlehrer am Zucht- und Polizeihaus angestellt, ein Amt, das dauerhaft dem Diakonat der Michaeliskirche unterstellt wurde.

#### Stotternheim
Im August 1797 wurde er zum Pfarrer der Landgemeinde Stotternheim gewählt, dort trat er am 13. September 1797 sein Amt an. Neben seiner seelsorgerischen Aufgabe, legte er ein Einwohnerverzeichnis an, in dem er die Bewohner jeden Hauses nach Alter, Stand und Geschlecht aufnahm; nebenbei erstellte er eine Ortschronik. Er legte auch eine Baumanpflanzung an, in der mehrere hundert veredelte Stämme von verschiedenen Obstsorten gepflanzt wurden. 1799 führte er ein, dass jeder Konfirmand einen jungen Baumstamm auf einer Gemeindefläche pflanzte.
Er machte von Dalberg den Vorschlag, einen Sumpf bei Stotternheim durch das Anlegen von Gräben auszutrocknen und durch Hintersassen fruchtbar zu machen; dieser Vorschlag wurde umgesetzt und er konnte noch erleben, dass im ehemaligen Sumpf Kartoffeln, Weißkohl und Flachs angebaut und Gehölze gepflanzt wurden. Heute ist die Fläche der Schwanseer Forst in Schwansee.
Ihm wurde durch seine Amtsbrüder auch die Direktion und Verwaltung des Landpredigerwitweninstituts übertragen, der er auf das sorgfältigste nachkam, dazu kam die Mitdirektion in der Thüringer Bibelgesellschaft und die Teilnahme am Verein zur Verteilung englischer Unterstützungsgelder des Dr. Christian Ernst August Schwabe († 1843), Prediger an der Deutschen Lutherischen St. Georgs-Kirche im Ost-Londoner Stadtteil Aldgate (heute: London Borough of Tower Hamlets) in London.
Während seiner Zeit als Pfarrer in Stotternheim erlebte er einen viermaligen Wechsel der Herrschaft des Ortes, von Kurmainz an das Königreich Preußen, sieben Jahre später erklärte Napoleon 1807 Erfurt zusammen mit Blankenhain als Fürstentum Erfurt zu einer kaiserlichen Domäne, die nicht Teil des Rheinbunds war, sondern ihm direkt unterstand, bis es 1814 wieder an Preußen kam, bevor es zum Herzogtum Sachsen-Weimar-Eisenach gehörte.
Am 2. April 1822 wurde er zum Adjunkt der Superintendentur Großrudestedt ernannt.

## Schriften (Auswahl)
- Erste Anleitung für Kinder mit Zahlen umzugehen, um sie in etwas zum Kopfrechnen vorzubereiten. Mit Tabellen. Erfurt 1793.
- Ueber die Rettung der Meublen und des Hausgerathes bey entstandener Feuersbrunst. Erfurt 1796.
- Makrothymia, oder Versuche zur Ausbildung der Menschheit. Erfurt bei Maring 1797.
- Feldzug gegen Stock und Ruthe oder Vorschläge zu einer bessern Erziehung der Jugend beyderley Geschlechts. Erfurt: Beyer und Maring, 1802.